# بروزانو زيفيريو
برصانة جفيرة أو (نقحرة: بروزانو زيفيريو) هي بلدة تقع في مقاطعة ريو قلورية في إيطاليا.

## السكان
في سنة 1861 بلغ عدد السكان 984 نسمة، وتطور العدد ليصل في سنة 2011 لـ 1٬211 نسمة.
يظهر هذا المخطط البياني تطور النمو السكاني لـ بروزانو زيفيريو